# Томашівка (Хмельницький район)
Томаші́вка — село в Україні, у Ярмолинецькій селищній громаді Хмельницького району Хмельницької області. Населення становить 669 осіб.

## Символіка

### Герб
Щит скошений чотиридільно. У першій лазуровій частині золоте сонце, у другій і третій золотих, дамаскованих стільниками, чорні протиобернені рала. У нижній червоній над срібною хвилястою базою срібний мішок із золотою пшеницею. Щит вписаний в золотий декоративний картуш і увінчаний золотою сільською короною. Унизу картуша напис «ТОМАШІВКА» і рік «1740».

### Прапор
Квадратне полотнище розділене хвилясто горизонтально у співвідношенні 5:1. Верхня частина скошена чотиридільно; на верхній синій частині жовте сонце, на жовтих древковій і вільній чорні протиобернені рала, на нижній червоній білий мішок із жовтою пшеницею.

### Пояснення символіки
Герб символізує сільське господарство і бджолярство, хвиляста база — місцевий став. На прапорі повторюються кольори і фігури герба.

## Персоналії
В поселенні народилась:
- Вітвіцька Надія Володимирівна (нар. 1953) — українська поетеса.

В селі похований:
- Костишин Ярослав Мирославович — майор Збройних сил України, учасник російсько-української війни 2014—2019 років.

## Галерея

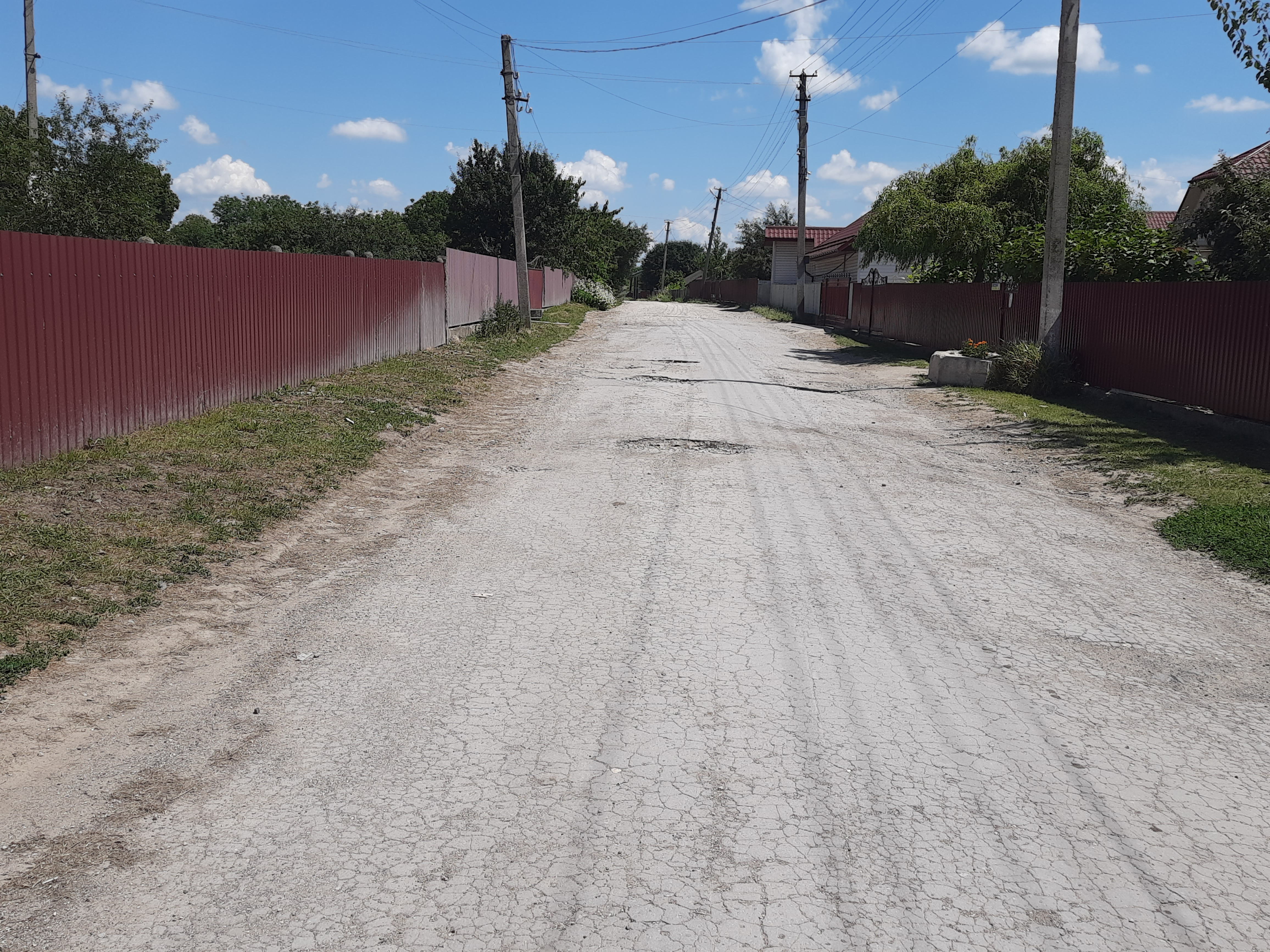
Сільська вулиця
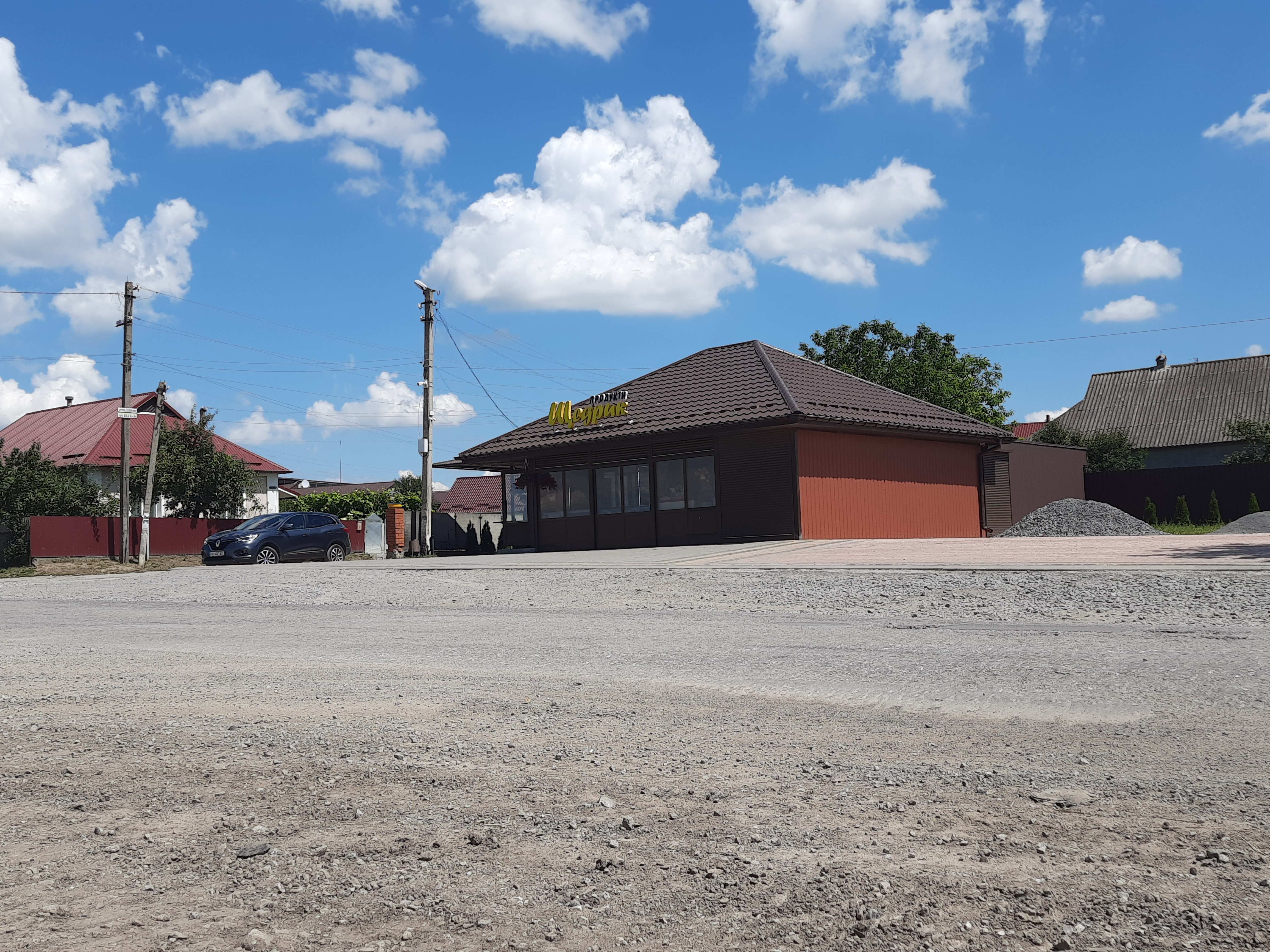
Крамниця
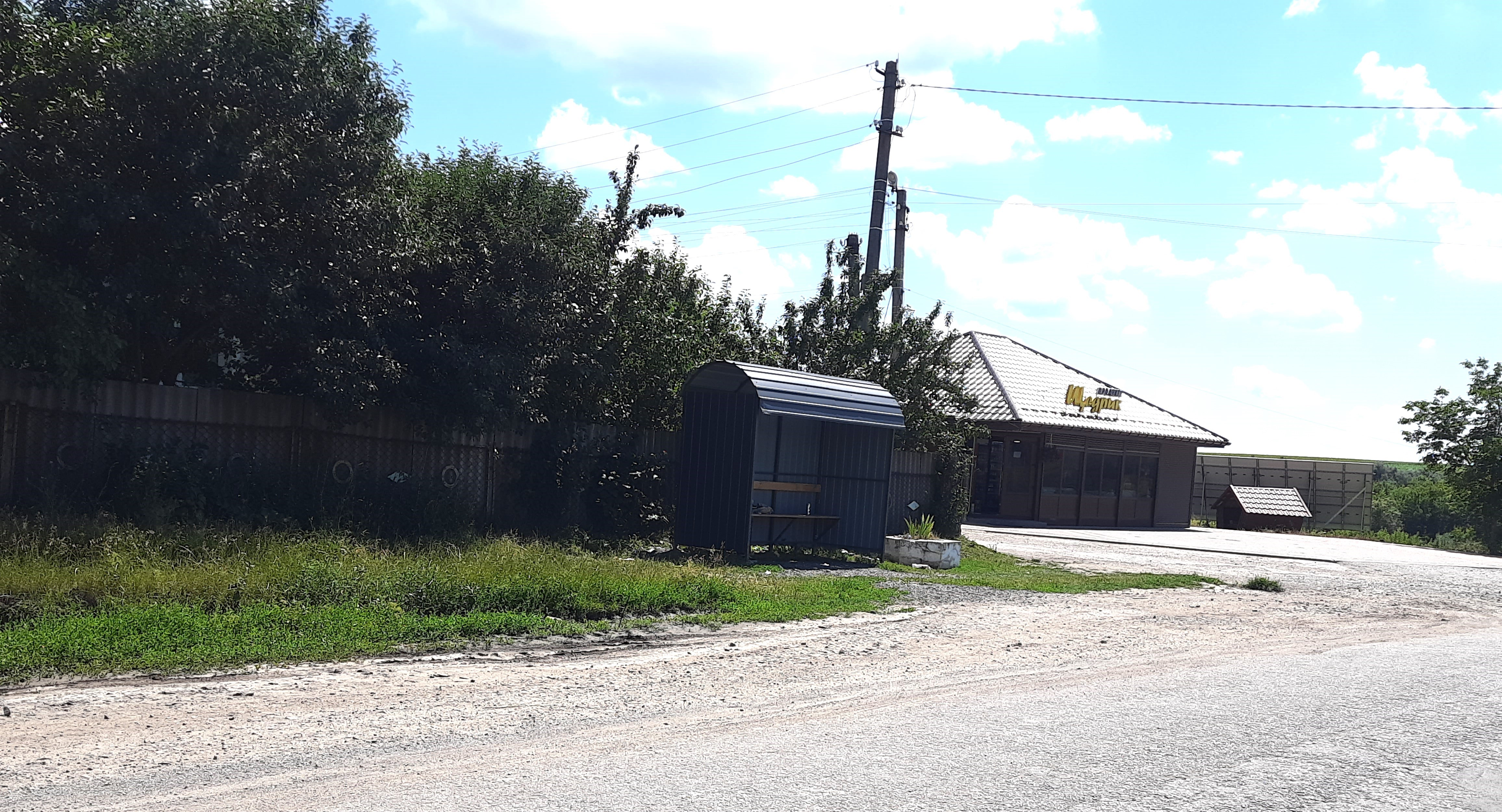
Автобусна зупинка
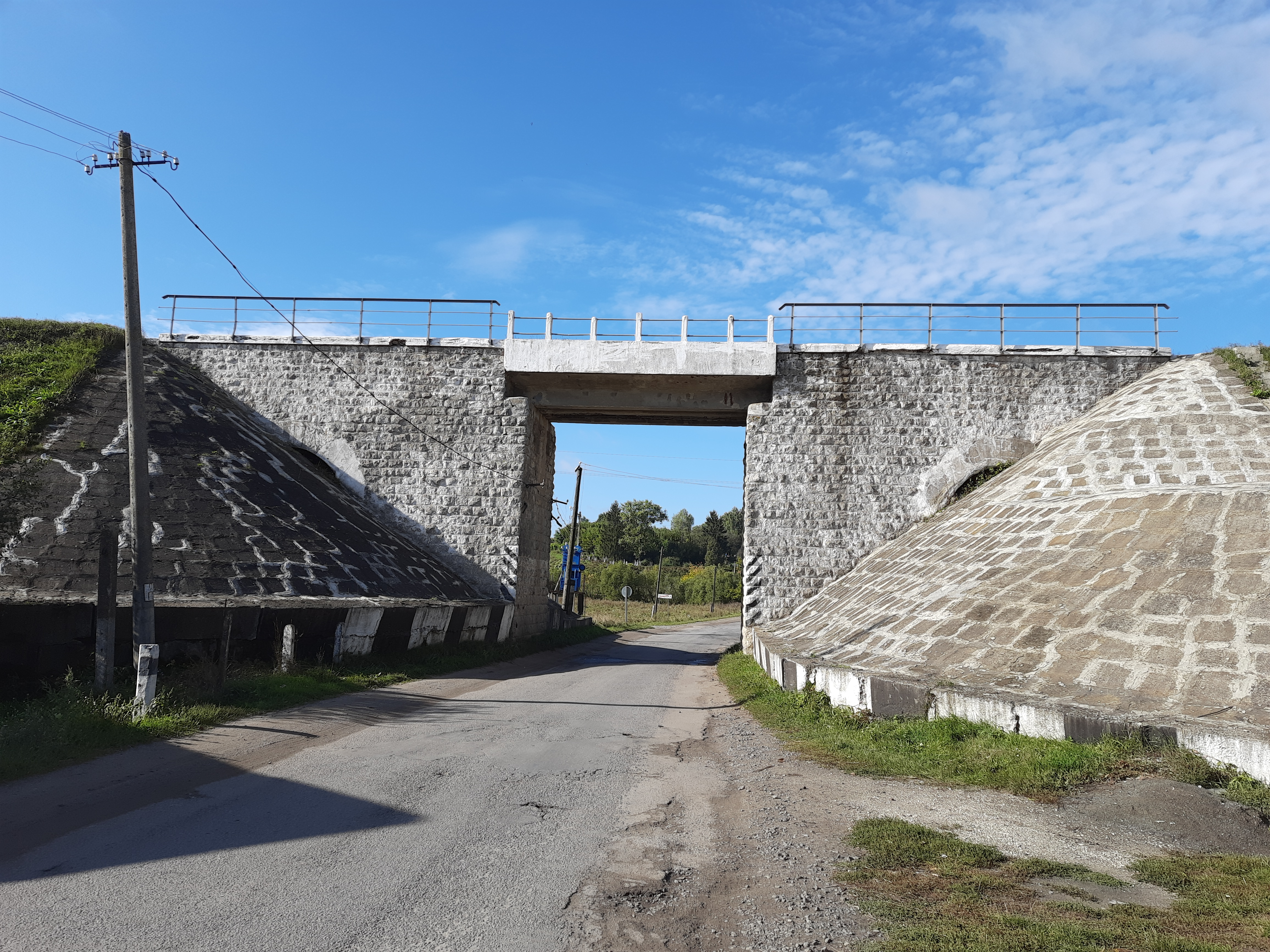
Міст біля села